# Candy Toche
Candy Toche (* 13. September 1998) ist eine peruanische Leichtathletin, die sich auf den Hochsprung spezialisiert hat und auch im Dreisprung an den Start geht.

## Sportliche Laufbahn
Erste internationale Erfahrungen sammelte Candy Toche im Jahr 2013, als sie bei den Juniorensüdamerikameisterschaften in Resistencia mit übersprungenen 1,60 m den siebten Platz belegte. Im Jahr darauf belegte sie bei den Jugendsüdamerikameisterschaften in Cali mit 1,66 m den vierten Platz im Hochsprung und erreichte mit 3616 Punkten Rang acht im Siebenkampf. 2015 wurde sie bei den Juniorensüdamerikameisterschaften in Cuenca mit 1,73 m Vierte im Hochsprung und erreichte mit 11,94 m Rang sieben im Dreisprung. Anschließend gewann sie bei den Südamerikameisterschaften in Lima mit einer Höhe von 1,76 m die Silbermedaille hinter der Brasilianerin Ana Paula de Oliveira und gelangte bei den Panamerikanischen Juniorenmeisterschaften in Edmonton mit 1,70 m auf den achten Platz. 2017 gewann sie bei den U20-Südamerikameisterschaften in Leonora mit 1,75 m die Bronzemedaille und wurde dann bei den U20-Panamerikameisterschaften im heimischen Trujillo mit 1,73 m Siebte. Im Jahr darauf gewann sie bei den Ibero-Amerikanischen Meisterschaften ebendort mit 1,70 m die Bronzemedaille hinter der Kolumbianerin María Fernanda Murillo und Lorena Aires aus Uruguay. Zudem erreichte sie mit 12,29 m Rang sieben im Dreisprung. 2019 klassierte sie sich bei den Südamerikameisterschaften in Lima mit 1,75 m auf dem fünften Platz im Hochsprung und wurde mit 12,87 m Vierte im Dreisprung. Anschließend startete sie im Hochsprung bei den Panamerikanischen Spielen ebendort und gelangte mit 1,79 m auf Rang sechs. Zuvor stellte sie in Cali mit 1,82 m einen peruanischen Landesrekord im Hochsprung auf.
In den Jahren 2013 und 2017 wurde Toche peruanische Meisterin im Hochsprung.

## Persönliche Bestleistungen
- Hochsprung: 1,82 m, 22. Juni 2019 in Cali (peruanischer Rekord)
- Dreisprung: 12,97 m (+1,2 m/s), 5. Mai 2019 in Lima